# Női 100 méteres pillangóúszás az 1958-as úszó-Európa-bajnokságon
Az 1958-as úszó-Európa-bajnokságon a női 100 méteres pillangóúszás selejtezőit szeptember 3-án tartották. A döntőt szeptember 4-én rendezték. A versenyszámban 17-en indultak.
A magyar indulók, Littomeritzky Mária és Gebhardt Gizella a selejtezőben kiestek.

## Rekordok
|              | Név          | Nemzet    | Idő    | Helyszín    | Dátum              |
| ------------ | ------------ | --------- | ------ | ----------- | ------------------ |
| Világcsúcs   | Nancy Ramey  | USA       | 1:09,6 | Los Angeles | 1958. június 28.   |
| Európa-csúcs | Atie Voorbij | Hollandia | 1:10,5 | Rhenen      | 1957. augusztus 4. |

A versenyen új rekord született:
| Európa-bajnoki csúcs | döntő | Hollandia Tineke Lagerberg | 1:11,9 | Budapest, Magyarország | szeptember 4. |

## Eredmény

### Selejtezők
| Helyezés | Futam | Név                 | Nemzet             | Idő    | Megj. |
| -------- | ----- | ------------------- | ------------------ | ------ | ----- |
| 1.       | 1     | Tineke Lagerberg    | Hollandia          | 1:12,6 | Q     |
| 2.       | 3     | Atie Voorbij        | Hollandia          | 1:12,9 | Q     |
| 3.       | 2     | Marta Skupilová     | Csehszlovákia      | 1:14,1 | Q     |
| 4.       | 2     | Jean Oldroyd        | Egyesült Királyság | 1:14,8 | Q     |
| 5.       | 2     | Christine Gosden    | Egyesült Királyság | 1:15,0 | Q     |
| 6.       | 1     | Kristina Larsson    | Svédország         | 1:15,3 | Q     |
| 7.       | 1     | Jutta Langenau      | NDK                | 1:15,6 | Q     |
| 7.       | 3     | Brigitta Lindquist  | Svédország         | 1:15,6 | Q     |
| 9.       | 2     | Galina Kamajeva     | Szovjetunió        | 1:15,9 |       |
| 10.      | 3     | Renate Wrann        | NDK                | 1:16,0 |       |
| 10.      | 3     | Valentyina Poznyjak | Szovjetunió        | 1:16,0 |       |
| 12.      | 1     | Littomeritzky Mária | Magyarország       | 1:17,7 |       |
| 13.      | 2     | Annie Caron         | Franciaország      | 1:21,7 |       |
| 14.      | 3     | Paola Saini         | Olaszország        | 1:22,3 |       |
| 15.      | 1     | Marcela Jelínková   | Csehszlovákia      | 1:22,7 |       |
| 15.      | 2     | Anna Beneck         | Olaszország        | 1:22,7 |       |
| 17.      | 1     | Gebhardt Gizella    | Magyarország       | 1:23,8 |       |

### Döntő
| Helyezés | Pálya | Név                | Nemzet             | Idő    | Megj. |
| -------- | ----- | ------------------ | ------------------ | ------ | ----- |
|          | 4     | Tineke Lagerberg   | Hollandia          | 1:11,9 | ECR   |
|          | 5     | Atie Voorbij       | Hollandia          | 1:12,1 |       |
|          | 3     | Marta Skupilová    | Csehszlovákia      | 1:14,3 |       |
| 4.       | 2     | Christine Gosden   | Egyesült Királyság | 1:14,3 |       |
| 5.       | 1     | Jutta Langenau     | NDK                | 1:14,3 |       |
| 6.       | 7     | Kristina Larsson   | Svédország         | 1:15,1 |       |
| 7.       | 6     | Jean Oldroyd       | Egyesült Királyság | 1:15,9 |       |
| 8.       | 8     | Brigitta Lindquist | Svédország         | 1:15,9 |       |